# Ainbcellach mac Ferchair
Ainbcellach mac Ferchair roi des Scots du Dál Riata 697-698.

## Biographie
Ainbcellach mac Ferchair était le fils ainé de Ferchar Fota. Il devient roi de Dalriada après le meurtre d'Eochaid mac Domangairt "Riannmail" qui est tué après un an de règne en 697, sans doute à l’instigation de son successeur.
Dès l’année suivante, les  Annales relèvent, l’incendie de Dun Ollaigh avant que  Ainbcellach soit expulsé du royaume et envoyé captif en Irlande.
Son successeur est un certain Fiannamail ua Dúnchada, d’un lignage secondaire du Cenél Gabrain, qui est tué lui-même deux ans après en 700 et remplacé par Selbach mac Ferchair le propre frère d’Ainbcellach.
En l’absence provisoire de nouveau prétendant du Cenél Gabrain, il semble que la guerre civile ait repris entre les deux frères car les Annales d'Ulster mentionnent la destruction par Selbach de Dun Ollaigh, la forteresse du Cenél Loairn en 701.
Ainbcellach tente une nouvelle fois de reprendre le trône de Dalriada, mais il est vaincu et tué par son frère lors de la bataille de Findglen le 6 des ides de septembre 719.

## Postérité
Ainbcellach laisse deux fils :
- Muiredach mac Ainbcellaich roi de Dalriada.
- Ruadrai mac Ainbcellaich  ancêtre de la lignée des Mormaers de Moray selon la liste généalogique du « Genelach Rig n-Alban » .